# كريس وولف (موسيقي)
كريس وولف (بالألمانية: Chris Wolff)‏ (و. 1954  م) هو موسيقي، ومغني، وملحن ألماني، ولد في كيمنتس.

## روابط خارجية
- كريس وولف على موقع ميوزك برينز (الإنجليزية)
- كريس وولف على موقع ديسكوغز (الإنجليزية)